# Otto Dix (hudební skupina)
Otto Dix je ruská skupina pojmenovaná po německém expresionistickém malíři Otto Dixovi (1891–1969). Její zakládající členové jsou Michael Draw (zpěv) a Marie Slip (klávesy). Jejich živá vystoupení jsou charakteristická kombinací gotických tónů, operního zpěvu a temného vzhledu členů skupiny.
Skupina byla založena roku 2004 v Petrohradu, kde začínala získávat první fanoušky. Po úspěchu na domácí scéně, mnoha koncertech a po vydání třech alb Otto Dix pronikl roku 2007 i na evropský trh.
Kapelu lze zařadit do žánru Gothic. Temný operní zpěv je podporován gotickými tóny v pozadí, které vznikají za pomoci kláves. Expresionismus ve kterém darkwave potkává dark electro. Zpěv je základem této skupiny, střídání hlubokého a temného hlasu s hlasem jemným a vysokým, nejedná se o "chrapot" který je u tohoto žánru častý. Všechny jejich písně jsou rusky.

## Současní členové
- Michael Draw (zpěv, texty)
- Marie Slip (klávesy a organizace)
- Igor Sidius (kytara)
- Paul Kristofferson (bicí)

## Bývalý člen
- Petr Voronov (housle)